# Xerosecta giustii
Xerosecta giustii е вид охлюв от семейство Hygromiidae. Видът е критично застрашен от изчезване.

## Разпространение
Разпространен е в Италия.

## Описание
Популацията на вида е стабилна.